# Milarepa
Jetsun Milarepa (Rje-btsun Mi-la-ras-pa) ±1052 - 1135 was een van de belangrijkste Tibetaanse yogi's en een leerling van Marpa. Milarepa is een van de belangrijkste leraren van de kagyüschool van het Tibetaans Boeddhisme.

## Historische legende
De biografie is gebaseerd op de Mi-la-rnams-thar geschreven door Gtsang-smyon he-ru-ka rus-pa'i-rgyan-can (1452-1507). Dit is een historische legende en geen geschiedschrijving.
Milarepa werd in een rijke familie geboren in het dorp Kya, Ngatsa in Tibet en werd Mila Thöpaga (Thos-pa-dga) genoemd, hetgeen "aangenaam om te horen" betekent. Toen zijn vader overleed, namen zijn oom en tante bezit van het fortuin van de familie. Zijn moeder vroeg Milarepa om het huis te verlaten en tovenarij te gaan leren. Milarepa ging in de leer bij een zwarte magiër.
Tijdens een feest dat zijn oom en tante gaven ter ere van het huwelijk van hun zoon, nam Milarepa wraak door het huis te laten instorten en 35 mensen kwamen daarbij om het leven (volgens sommige versies overleefden de oom en tante). De dorpelingen werden kwaad op Milarepa. Zijn moeder had hem hierover ingelicht en Milarepa stuurde een hagelstorm die de oogst vernietigde.
Milarepa begon te beseffen dat wraak nemen niet de oplossing was en de zaken alleen maar erger maakten. Hij ging op zoek naar iemand die hem kon leren hoe hij wel resultaat kon bereiken. Milarepa had van Marpa, de vertaler, gehoord en ging hem opzoeken.
Marpa vond dat Milarepa nog niet klaar was om te worden onderwezen. Hij moest eerst maar een huis bouwen, een mooi rond huis. Milarepa bouwde een rond huis. Marpa keek er naar en vond het maar niets. Hij vroeg Milarepa het huis af te breken en een huis in de vorm van een driehoek te bouwen. Milarepa bouwde een driehoekig huis, Marpa keek er naar en vond het maar niets. Weer vroeg hij aan Milarepa om het huis af te breken en een huis in een halve cirkel te bouwen. Nogmaals werd dit huis afgekeurd.
Marpa weigerde nog steeds Milarepa te onderwijzen en Milarepa ging naar Marpa's vrouw. Zij vervalste een introductiebrief voor een andere leraar, Lama Ngogdun Chudor. Onder deze leraar begon Milarepa te mediteren, maar maakte geen vooruitgang en biechtte de vervalsing op. Ngogdun Chudor zei dat het ook geen zin had zonder de toestemming van zijn oorspronkelijke leraar.
Milarepa keerde terug naar Marpa. Marpa zei dat hij nu eindelijk klaar was om onderwezen te worden en zei ook dat Milarepa het goed had gedaan. Milarepa werd keer op keer op de proef gesteld, werd nimmer kwaad en deed uiteindelijk het goede, ondanks zijn slechte behandeling door anderen.
Milarepa studeerde twaalf jaar bij Marpa met veel volharding en bereikte volledige verlichting. Er werd gezegd dat hij de eerste was die het in één mensenleven had bereikt. Zijn naam werd toen officieel Milarepa. Toen hij 45 was geworden, begon hij te mediteren in de grot van Drakar Taso, en werd hij een zwervende leraar.
Milarepa is beroemd vanwege de vele (100.000) liederen en gedichten die hij geschreven heeft. Hij had vele leerlingen waaronder Rechung Dorje Drakpa en Gampopa. Het was Gampopa, die zijn geestelijk opvolger werd en de belangrijkste meester in de kagyü-linie werd.

## Wetenswaardigheden
- De Grot van Milarepa waar Milarepa verbleef, bevat in de twintigste eeuw CE een schrijn, bijgehouden door twee monniken.
- De Franse componiste Éliane Radigue wijdde verschillende van haar composities (1982-86) aan Milarepa.
- Solotoneel van en door Helmert Woudenberg
- De film Milarepa uit 2006 van Neten Chokling, met onder anderen actrice Lhakpa Tsamchoe, is gewijd aan de jeugdjaren van Milarepa.